# NK Sport Prevent Bugojno
NK Sport Prevent je bosanskohercegovački nogometni klub iz Bugojna.

## Povijest
Klub je osnovan 2011. godine. Po osnivanju natjecali su se samo u mlađim uzrasnim kategorijama, u ligama nogometnog saveza Županije Središnja Bosne.
Predpionirska momčad Sport Preventa je u sezoni 2014./15. bila prvak ŽSB te je osvojila drugo mjesto u doigravanju za prvaka Federacije BiH. U sezoni 2015./16. predpioniri su ponovno bili prvaci ŽSB i drugoplasirana momčad u FBiH.
Od sezone 2021./22. imaju aktivnu seniorsku momčad koja se počinje natjecati u 1. županijskoj ligi ŽSB.